# United States National Library of Medicine
La United States National Library of Medicine (NLM, Bibliothèque nationale de médecine des États-Unis) est une bibliothèque nationale spécialisée en médecine et dans les sciences et techniques associées.
Elle est rattachée aux Instituts américains de la santé et est installée à Bethesda, dans le Maryland, non loin de Washington.

## Histoire
La United States National Library of Medicine a longtemps dépendu de l'armée. Elle a été créée en 1836 sous le nom de Library of the Army Surgeon General's Office (« Bibliothèque du chirurgien général de l'armée »). Elle est devenue un peu plus tard l’Army Medical Library (« Bibliothèque médicale de l'armée »). Elle a ensuite fusionné avec le Musée médical des armées (Army Medical Museum).
En 1956, elle a été transférée au pouvoir civil et rattachée aux Instituts américains de la santé. Elle a alors pris son nom actuel.

## Collections
Avec ses sept millions de documents, la NLM est la plus grande bibliothèque médicale du monde. Elle contient de nombreux livres et périodiques (revues), ainsi que des manuscrits, de la littérature grise, des images et des cartes et plans. Son fonds ancien en fait une bibliothèque de référence en histoire de la médecine. La NLM a numérisé et mis en ligne une partie de ce fonds.

## Rôle international
La NLM est surtout célèbre, en dehors des États-Unis, par ses activités à caractère international, dont bénéficient d'autres bibliothèques du même type ainsi que les médecins, pharmaciens, professionnels de santé, chercheurs et étudiants.

### Dans le domaine des sciences de l'information
La NLM a créé, sur le modèle de la Classification de la Bibliothèque du Congrès, une classification spécifique, la Classification NLM, utilisée par la plupart des bibliothèques médicales, comme les bibliothèques universitaires françaises.
De même, à l'intention des professionnels de la documentation, la NLM est à l'origine du système MeSH (Medical Subject Headings). Le MeSH est utilisé pour l'indexation matière des documents dans les bibliothèques, mais aussi dans les bases de données telle que MEDLINE.

### Pour la recherche en médecine
Comme une grosse partie de la recherche médicale est publiée sous forme d'articles, la NLM a créé des outils signalant le contenu des revues. La NLM a ainsi publié, à partir de 1879, l'Index Medicus, qui donnait le sommaire des grandes revues médicales américaines. Par la suite, le service s'est étoffé et internationalisé (même si la couverture du monde anglo-saxon est plus complète que celle des autres pays). Avec le développement des nouvelles technologies, cette revue bibliographique a été, à partir de 1971, complétée puis remplacée par la base de données MEDLINE. Depuis 1997, cette base de données est accessible librement par le moteur Entrez, sous le nom de PubMed (contraction de « Public » et « Medline »).
Le NLM dirige aussi le projet Visible Human Project.